# Пет могили (област Шумен)
 За другото българско село вижте Пет могили (Сливенска област).  
Пет могили е село в Североизточна България. То се намира в община Никола Козлево, Шуменска област.

## История

### Средновековие
Като свидетелство за култовата практика и присъствието на българско езическо население в района на днешното село, се приема идентифицирания каменен жертвеник от ранното средновековие.

## Население
Численост на населението според преброяванията през годините:
| \| Година на преброяване \| Численост \| \| --------------------- \| --------- \| \| 1934 \| 2427 \| \| 1946 \| 2076 \| \| 1956 \| 2109 \| \| 1965 \| 2353 \| \| 1975 \| 2047 \| \| 1985 \| 1962 \| \| 1992 \| 1498 \| \| 2001 \| 1308 \| \| 2011 \| 1133 \| \| 2021 \| 969 \| |           |
| Година на преброяване | Численост |
| 1934 | 2427      |
| 1946 | 2076      |
| 1956 | 2109      |
| 1965 | 2353      |
| 1975 | 2047      |
| 1985 | 1962      |
| 1992 | 1498      |
| 2001 | 1308      |
| 2011 | 1133      |
| 2021 | 969       |

### Етнически състав

#### Преброяване на населението през 2011 г.
Численост и дял на етническите групи според преброяването на населението през 2011 г.:
|                     | Численост | Дял (в %) |
| Общо                | 1133      | 100.00    |
| Българи             | 269       | 23.74     |
| Турци               | 532       | 46.95     |
| Цигани              | 321       | 28.33     |
| Други               | ?         | ?         |
| Не се самоопределят | ?         | ?         |
| Неотговорили        | 3         | 0.26      |

## Културни и природни забележителности
В селото има православен храм „Св. Архангел Михаил“. Построен е през 1908 г. След няколко направени ремонта, храмът е в добро състояние. На 12.02.2009 г. беше преосветен от Варненско-Великопреславския митрополит Кирил. Свещеник на селото е иконом Андрей Стефанов от гр. Нови пазар.
Има и две джамии.

## Редовни събития
През последната неделя на месец май се провежда ежегодният събор на селото.
Всяка година се провежда турнир по футбол и волейбол.